# Oktadekerakt
V geometrii je oktadekerakt osmnáctirozměrnou analogií krychle, jde tedy o speciální variantu nadkrychle pro d=18.

## Objem a obsah oktadekeraktu
Tyto vzorce uvádějí obsah oktadekeraktu a jeho k-rozměrné povrchy.

V=a18

S17D=36 a17

S16D=612 a16

S15D=6528 a15

S14D=48960 a14

S13D=274176 a13

S12D=1188096 a12

S11D=4073472 a11

S10D=11202048 a10

S9D=24893440 a9

S8D=44808192 a8

S7D=65175552 a7

S6D=76038144 a6

S5D=70189056 a5

S4D=50135040 a4

S3D=26738688 a3

S2D=10027008 a2

S1D=2359296 a1
| Vícerozměrná geometrická tělesa | Vícerozměrná geometrická tělesa | Vícerozměrná geometrická tělesa | Vícerozměrná geometrická tělesa           | Vícerozměrná geometrická tělesa |
| ------------------------------- | ------------------------------- | ------------------------------- | ----------------------------------------- | ------------------------------- |
| d=2                             | trojúhelník                     | čtverec                         | šestiúhelník                              | pětiúhelník                     |
| d=3                             | tetraedr                        | krychle, oktaedr                | krychloktaedr, kosočtverečný dvanáctistěn | dvanáctistěn, dvacetistěn       |
| d=4                             | 5nadstěn                        | teserakt, 16nadstěn             | 24nadstěn                                 | 120nadstěn, 600nadstěn          |
| d=5                             | 5simplex                        | penterakt, 5ortoplex            |                                           |                                 |
| d=6                             | 6simplex                        | hexerakt, 6ortoplex             |                                           |                                 |
| d=7                             | 7simplex                        | hepterakt, 7ortoplex            |                                           |                                 |
| d=8                             | 8simplex                        | okterakt, 8ortoplex             |                                           |                                 |
| d=9                             | 9simplex                        | ennerakt, 9ortoplex             |                                           |                                 |
| d=10                            | 10simplex                       | dekerakt, 10ortoplex            |                                           |                                 |
| d=11                            | 11simplex                       | hendekerakt, 11ortoplex         |                                           |                                 |
| d=12                            | 12simplex                       | dodekerakt, 12ortoplex          |                                           |                                 |
| d=13                            | 13simplex                       | triskaidekerakt, 13ortoplex     |                                           |                                 |
| d=14                            | 14simplex                       | tetradekerakt, 14ortoplex       |                                           |                                 |
| d=15                            | 15simplex                       | pentadekerakt, 15ortoplex       |                                           |                                 |
| d=16                            | 16simplex                       | hexadekerakt, 16ortoplex        |                                           |                                 |
| d=17                            | 17simplex                       | heptadekerakt, 17ortoplex       |                                           |                                 |
| d=18                            | 18simplex                       | oktadekerakt, 18ortoplex        |                                           |                                 |
| d=19                            | 19simplex                       | ennedekerakt, 19ortoplex        |                                           |                                 |
| d=20                            | 20simplex                       | ikosarakt, 20ortoplex           |                                           |                                 |